# بنجامين نيكيز
بنجامين نيكيز (بالفرنسية: Benjamin Nicaise)‏ هو مدرب كرة قدم ولاعب كرة قدم فرنسي في مركز الوسط، ولد في 28 سبتمبر 1980 في ميزون ألفور في فرنسا. لعب مع إي أس نانسي وستاندارد لييج وليرس ونادي أميان ونادي مونز ونادي ميتز.

## وصلات خارجية
- بنجامين نيكيز على موقع رابطة كرة القدم الفرنسية للمحترفين (الإنجليزية)
- بنجامين نيكيز على موقع قاعدة بيانات كرة القدم.إي يو (الإنجليزية)
- بنجامين نيكيز على موقع عالم كرة القدم.نت (الإنجليزية)